# ماسيمو دي سانتيس
ماسيمو دي سانتيس (بالإيطالية: Massimo De Santis)‏ ، من مواليد 8 ابريل 1962، حكم كرة قدم إيطالي. وقد طرد من التحكيم حتى عام 2011 بسبب تدخله في فضيحة الدوري الإيطالي 2006.

## روابط خارجية
- ماسيمو دي سانتيس على موقع Soccerway.com (الإنجليزية)
- ماسيمو دي سانتيس على موقع أوليمبيديا (الإنجليزية)